# Broken Bones
I Broken Bones sono un gruppo hardcore punk inglese, formato dal chitarrista Tony "Bones" Roberts nel 1983 alcuni mesi dopo aver lasciato i Discharge (gruppo capostipite del D-beat) uno dei gruppi più distintivi e che riuscì ad emergere dal movimento hardcore punk inglese (UK 82) all'inizio degli anni ottanta.
Il gruppo reclutò il fratello gemello del chitarrista Tony Roberts cioè Terry "Tezz" Roberts (ex batterista dei Discharge) al basso, aggiungendo alla voce Nobby e alla batteria Baz per completare la formazione.

## Discografia
- 1984 - Dem Bones
- 1985 - Live at the 100 Club
- 1986 - Bonecrusher
- 1987 - Decapitated
- 1987 - F.O.A.D.
- 1989 - Losing Control
- 1993 - Death Is Imminent
- 2001 - Without Conscience
- 2001 - Live 100 Club 1984
- 2005 - Time for Anger, Not Justice
- 2010 - Fuck you and all you stand for